# Jimmy Hamilton
Pour les articles homonymes, voir Hamilton.
James Hamilton (dit Jimmy) est un clarinettiste, saxophoniste ténor et arrangeur de jazz américain né à Dillon en Caroline du Sud le 25 mai 1917 et mort à Sainte-Croix dans les Îles Vierges le 20 septembre 1994.

## Biographie
Il passe son enfance à Philadelphie où il apprend le piano, la trompette et le trombone avant de découvrir son instrument de prédilection la clarinette avec laquelle il joue dans l'orchestre de Lucky Millinder  (1939), Teddy Wilson (1940-42) et Eddie Heywood. La rencontre capitale de sa vie de musicien se fait en mai 1943 lorsqu'il intègre l'orchestre de Duke Ellington qu'il quittera en 1968 après 25 ans de présence à la fois efficace et discrète.
Comme il l'avait fait pour Barney Bigard dans les années 1930 avec clarinet lament, Duke écrit pour lui des concertos en jazz pour clarinette et orchestre tels air conditioned jungle, flippant flurry ou smada. Il faisait aussi office de second saxophoniste ténor aux côtés de Paul Gonsalves. Réputé pour son jeu virtuose, son lyrisme maîtrisé et sa sonorité suave, Jimmy Hamilton se rapproche plus des clarinettistes blancs de la swing era comme Benny Goodman que des héritiers de Johnny Dodds, Alphonse Picou ou  Sidney Bechet.

## Discographie
Enregistrements :
- I Never Knew (avec T. Wilson, 1940)
- Creole Love Call (avec Ellington, 1943)
- Flippant Flurry (avec Ellington, 1946)
- Last Leg Blues (avec Johnny Hodges, 1946)
- Air Conditioned Jungle (avec Ellington, 1947)
- Lady of the Lavender Mist (avec Ellington, 1947)
- Kickapoo Joy Juice (avec Ellington), 1947)
- Hy'a Sue (1947)
- Bensonality (1951)
- Smada (avec Ellington, 1951)
- Blues In My music Room (avec Ellington,1955)
- Happy-Go-Lucky-Local (avec Ellington, 1960)
- Island Virgin (avec Ellington, 1965)
- Far East Suite (avec Ellington, 1966)

Et au saxophone ténor avec Ellington :
- One O'Clock Jump (1955)